# Преричард (Торино)
Преричард је насеље у Италији у округу Торино, региону Пијемонт.
Према процени из 2011. у насељу је живело 50 становника. Насеље се налази на надморској висини од 1366 м.